# مزرعه چاه قل‌قل
مزرعه چاه قل‌قل یک منطقهٔ مسکونی در ایران است که در دهستان فروان واقع شده‌است.